# بام مارك هال
بام مارك هال (بالإنجليزية: Pam Mark Hall)‏ هي منتجة أسطوانات وموسيقية ومغنية مؤلفة أمريكية، ولدت في 4 نوفمبر 1951.

## وصلات خارجية
- الموقع الرسمي
- بام مارك هال على موقع IMDb (الإنجليزية)
- بام مارك هال على موقع ميوزك برينز (الإنجليزية)
- بام مارك هال على موقع ديسكوغز (الإنجليزية)